# Мохаммед Ар-Рубаї
Мохаммед Аль-Рубаї (араб. محمد الربيعي, нар. 14 серпня 1997, Наджран) — саудівський футболіст, воротар клубу «Аль-Аглі».
Виступав, зокрема, за клуби «Аль-Аглі» та «Аль-Батін», а також національну збірну Саудівської Аравії.

## Клубна кар'єра
Народився 14 серпня 1997 року. Вихованець футбольної школи клубу «Аль-Аглі». Дорослу футбольну кар'єру розпочав 2018 року в основній команді того ж клубу. 
Своєю грою за цю команду привернув увагу представників тренерського штабу клубу «Аль-Батін», до складу якого приєднався 2018 року. Відіграв за саудівську команду наступний сезон своєї ігрової кар'єри.
До складу клубу «Аль-Аглі» приєднався 2019 року. Станом на 19 листопада 2022 року відіграв за саудівську команду 26 матчів в національному чемпіонаті.

## Виступи за збірні
У 2016 році дебютував у складі юнацької збірної Саудівської Аравії (U-19), загалом на юнацькому рівні взяв участь у 3 іграх, пропустивши 4 голи.
Протягом 2017–2018 років залучався до складу молодіжної збірної Саудівської Аравії. На молодіжному рівні зіграв у 5 офіційних матчах, пропустив 7 голів.
У 2020 році дебютував в офіційних матчах у складі національної збірної Саудівської Аравії.
У складі збірної — учасник кубка Азії з футболу 2019 року в ОАЕ, чемпіонату світу 2022 року у Катарі.